# Windows Server 2025
Windows Server 2025 je aktuální serverová verze operačního systému z řady Windows NT od společnosti Microsoft a nástupce systému Windows Server 2022. Vydání bylo oznámeno 26. ledna 2024, systém je založen na Windows 11 (verze 24H2) a byl vydán 1. listopadu 2024. Podpora je naplánována do 10. října 2034.

## Novinky
Nová verze Windows Serveru přináší mnoho novinek, zejména:
- Windows Server Hotpatching[4] – malé aktualizace nevyžadují restart počítače, protože k opravě dojde v operační paměti počítače (velké kumulativní aktualizace stále vyžadují restart)
- nová generace Active Directory a SMB protokolu, SMB over QUIC
- zvýšení výkonu pro NVMe (zvýšení IOPS a snížení zátěže CPU)
- Hyper-V – mezi virtuálními počítači lze sdílet výpočetní výkon GPU (čip grafické karty)
- AI (umělá inteligence)
- předinstalovaný OpenSSH server
- VPN má standardně vypnutou podporu pro starší protokoly PPTP a L2TP (lze ji zapnout ručně), podpora SSTP a IKEv2 je beze změn
- zlepšení ReFS
- předinstalovaný Windows Terminal
- předinstalovaný správce balíčků winget
- v základní instalaci podpora Wi-Fi (Wireless LAN Service)

Některé funkce, například SMTP Server či aplikace Wordpad, byly naopak odebrány.

## Minimální hardwarové požadavky
| Procesor | 1,4 GHz 64-bit processor s podporou SSE4.2, CMPXCHG16b, POPCNT a dalších, tj. úroveň architektury x86-64-v2 |
| RAM      | 512 MB pro Server Core, 2 GB pro desktop, 4 GB doporučeno                                                   |
| Úložiště | 32 GB (absolutní minimum)                                                                                   |
| Firmware | rozhraní UEFI 2.3.1c, podpora Secure boot                                                                   |
| TPM      | TPM (Trusted Platform Module) verze 2.0 s podporou SHA-256 PCR                                              |

Mezi nejpodstatnější minimální hardwarové požadavky patří novější procesor a TPM čip.
Procesor musí být alespoň úrovně architektury x86-64-v2, který podporuje instrukční sadu SSE 4.2 (což znamená alespoň Intel Core Nehalem z roku 2008 nebo AMD Jaguar z roku 2013 nebo novější). Požadavky na procesor tak odpovídají Windows 11 verze 24H2.